# Сражение на реке Ночжень
Сражение на реке Ночжень — сражение между сеяньтосцами и тюркютами, поддержанными войсками империи Тан, произошедшее в декабре 641 года.
В 639 году был восстановлен зависимый от империи Тан Восточно-тюркский каганат под управлением Ашина Сымо. Одновременно император Тайцзун направил письмо к сеяньто, которые до этого, после переселения тюркютов к северу от Хуанхэ, заняли бывшие восточнотюркские территории от Ордоса до реки Орхон, и строго предписал им не беспокоить тюркютов. Возвращение тюркютов на земли к северу от Великой китайской стены обострило отношения между ними и сеяньтоским ханом Инанем.
В 641 году Инаню показалось, что время для набега на тюркютов наступило. Он мобилизовал все подчинённые ему племена — тонгра, бугу, уйгуров, мохэсцев (чжурчжени), татабов — и перебросил всю эту армию через Гоби. Командовал войском его сын, шад тардушей.
Чтобы обеспечить внезапность нападения, каждый воин имел четырёх лошадей и, меняя их, шёл без остановок. Но Ашина Сымо успел, не приняв боя, отойти за Хуанхэ, в Ордос, и сообщить о набеге в Чанъань, императору Тайцзуну, откуда на помощь ему немедленно выступил отряд ударной конницы. Объединившись с тюркютами, имперцы пошли прямо на противника и вынудили его принять бой на реке Ночжень.
Несмотря на то что сеяньтосцы в походе имели по четыре лошади на каждого воина, они сражались в пешем строю. Лошадей во время битвы держали специальные коноводы; на четырёх воинов полагался один коновод. В начале битвы сеяньтосцы, следуя своей тактике, стреляли по тюркютским лошадям, которые не имели брони. Тюркюты, не будучи способны сражаться пешими, пришли в замешательство и начали отступать. Сеяньтосцы преследовали их и расстроили свой строй, чем воспользовался танский полководец Ли Цзи.
Он выстроил китайскую пехоту в сотенные колонны и, ударив в образовавшиеся интервалы, остановил неприятеля. Тем временем тюркютская конница, спешно перестроившись, ударила на коноводов и отбила 15 тысяч лошадей. Это вызвало панику, и сеяньтосцы побежали, преследуемые тюркютами. Так как дело было в декабре, то спасшиеся от меча погибали от мороза при обратном переходе через пустыню. Потери сеяньтосцев достигали 80% личного состава.
Такое страшное поражение заставило Инаня просить мира, который он хотел укрепить браком с китайской царевной, но Тайцзун, решив более не считаться с ним, отказал ему в браке. Инань попробовал было произвести набег, но, встретив имперские войска, ретировался без боя.